# Hikitsuchi Michio
Hikitsuchi Michio (1923 - 2 de febrer de 2004) fou un professor d'arts marcials japonès.

## Infància i joventut
Amb només dos anys va perdre la seva mare, i als set el seu pare, per la qual cosa va quedar a càrrec de la seva padrina, mestra de naguinata, que li va proporcionar una educació molt estricta, començant la seva pràctica d'arts marcials als 9 anys.
Als 14 anys va conèixer Morihei Ueshiba, que li va causar un gran impacte i a patir d'aleshores profunditzà en el coneixement de diverses arts marcials, judo, karate, aikido, kendo, iari, iaido, baijutsu, però també cal·ligrafia, la cerimònia del te, l'arreglo floral i música, aprenent a tocar el koto.
Aquesta educació marcial i a la vegada mundana, no deixarà de banda la part espiritual, iniciant-se al coneixement de la filosofia i les religions budista i xintoista. Durant tota la seva vida va practicar diverses arts marcials, però és conegut principalment gràcies a l'aikidoen la que aconseguí el 10è Dan. En diverses ocasions va viatjar per Europa donant cursos.

## Principals alumnes
- Anno Motomichi 8è Dan
- Tomio Ishimoto 8è Dan
- Gérard Blaize 8è Dan
- Sugawa 7è Dan